# Saint-Germain-du-Corbéis
Saint-Germain-du-Corbéis ist eine französische Gemeinde mit 3648 Einwohnern (Stand: 1. Januar 2022) im Département Orne in der Region Normandie. Saint-Germain-du-Corbéis gehört zum Arrondissement Alençon und zum Kanton Alençon-2. Die Gemeinde ist Teil des Gemeindebundes Communauté urbaine d’Alençon. Die Einwohner werden Courbenois genannt.

## Geographie
Saint-Germain-du-Corbéis ist eine banlieue von Alençon und wird im Norden durch den Fluss Sarthe begrenzt. Umgeben wird Saint-Germain-du-Corbéis von den Nachbargemeinden Condé-sur-Sarthe im Norden und Westen, Alençon im Osten und Nordosten, Arçonnay im Südosten und Héloup im Süden und Südwesten.

## Geschichte
Während der Französischen Revolution wurde der Ort Lisle-du-Corbéis bezeichnet.

### Bevölkerungsentwicklung
| Jahr                      | 1962 | 1968 | 1975 | 1982 | 1990 | 1999 | 2006 | 2011 | 2018 | 2020 |
| ------------------------- | ---- | ---- | ---- | ---- | ---- | ---- | ---- | ---- | ---- | ---- |
| Einwohnerzahl             | 1389 | 1647 | 2332 | 3956 | 4176 | 4020 | 3666 | 3878 | 3789 | 3738 |
| Quelle: Cassini und INSEE |      |      |      |      |      |      |      |      |      |      |

## Sehenswürdigkeiten
- Kirche Saint-Germain-d’Auxerre aus dem 19. Jahrhundert
- Kirche Saint-Barthélemy aus dem 18. Jahrhundert, 1997 restauriert, Monument historique
- Schloss Chauvigny

## Persönlichkeiten
- Marie Madeleine de la Peltrie (1603–1671), Missionarin und Gründerin der Ursulinen in Québec

## Gemeindepartnerschaft
Mit der britischen Gemeinde Stanford in the Vale in Oxfordshire (England) besteht seit 1989 eine Partnerschaft.